# Торопчин, Иван Михайлович
Иван Михайлович Торопчин (7 февраля 1896, Нижний Мамон, Воронежская губерния — 10 января 1972, Краснодар) — советский военачальник, полковник (1940).

## Биография
Иван Торопчин родился 7 февраля 1896 года в селе Нижний Мамон Нижне-Мамонской волости Павловского уезда Воронежской губернии, ныне село — административный центр Нижнемамонского 1-го сельского поселения Верхнемамонского района Воронежской области. Русский.

### Военная служба

#### Первая мировая война и революция
8 августа 1915 года был мобилизован на военную службу в Русскую императорскую армию и зачислен рядовым в 77-й запасной батальон в городе Тула. В сентябре с маршевой ротой убыл на Западный фронт в 413-й пехотный Порховский полк 104-й пехотной дивизии. В январе 1916 года окончил там учебную команду и произведен в младшие унтер-офицеры. С этим полком воевал на Западном и Юго-Западном фронтах, был отравлен газами и контужен. После Февральской революции 1917 года полк стоял в районе Подгайцы на Волыни. С июня по август 1917 года  Торопчин находился в госпитале по болезни в городе Черкассы, по излечении отпущен домой и в часть не вернулся.

#### Гражданская война
10 января 1919	года был принят на службу в Рабоче-крестьянскую Красную Армию Павловским уездным военкоматом и зачислен в 114-й стрелковый им. Карла Маркса полк 12-й стрелковой дивизии. В его составе красноармейцем и младшим командиром воевал на Южном фронте против белогвардейских войск генерала А. И. Деникина (полк действовал в направлении Луганска). 25 марта 1919 года в бою получил пулевое ранение головы и был отправлен на лечение на родину.
С июня 1919 года служил младшим командиром и командиром взвода в 102-м стрелковом полку 8-й армии Южного фронта. Участвовал с ним в боях с деникинскими войсками под Волчанском и Воронежем. 13 ноября 1919 года под Воронежем со всем полком был захвачен в плен белоказаками генерала К. К. Мамонтова. В плену заболел тифом и находился в тифозном бараке в городе Купянск, затем с эвакуацией белой армии переведен в госпиталь г. Новочеркасск. 25 декабря 1919 года освобожден частями 1-й Конной армии С. М. Буденного и был отпущен домой на поправку после тифа.
По выздоровлении в феврале 1920 года назначен красноармейцем в команду по борьбе с дезертирством при Павловском уездном военкомате. С июня 1920 года зачислен курсантом Воронежских пехотных командных курсов, на базе которых в августе были развернуты 37-е Тихорецкие пехотные командные курсы. В ноябре курсантом и отделенным участвовал в боях с частями генерала М. А. Фостикова на Кубани и Северном Кавказе. В декабре 1920 года окончил эти курсы и после отпуска служил краскомом в штабе Южного фронта. С февраля 1921 года проходил службу в 131-м стрелковом полку 44-й бригады 15-й Сивашской стрелковой дивизии, исполнял должности командира взвода, помощника командира и командира роты. После реорганизации Рабоче-крестьянской Красной армии, при переформировании бригады в 44-й стрелковый полк проходил службу в нем командиром роты.
В 1921 году вступил в РКП(б), в 1925 году партия переименована в ВКП(б), в 1952 году партия переименована в КПСС.
В январе 1923 года уволен в долгосрочный отпуск.

#### Межвоенные годы
После увольнения Торопчин работал старшим милиционером в Павловском отделении районной милиции Воронежской области, затем начальником «арестного дома».
9 октября 1923 года он вновь поступил на службу в Рабоче-крестьянскую Красную армию и был назначен в тот же 44-й стрелковый полк 15-й Сивашской стрелковой дивизии Украинского военного округа. В его составе проходил службу помощником командира и командиром роты. С сентября 1925 года по сентябрь 1926 года находился на курсах «Выстрел» (отделение среднего комсостава), по возвращении в полк занимал должности командира роты и врид командира батальона.
С мая 1930 года был преподавателем в Полтавской школе переподготовки комсостава запаса. В июне 1931 года переведен преподавателем в Киевскую пехотную школу Украинского военного округа.
В марте 1935 года назначен начальником штаба 225-го стрелкового полка 75-й стрелковой дивизии Харьковского военного округа в городе Лубны Харьковской области.
В августе 1938 года майор Торопчин назначен в Свердловское пехотное училище Уральского военного округа, где занимал должности помощника начальника учебного отдела, начальника учебного отдела, он же помощник начальника училища по учебно-строевой части. С сентября 1939 года был начальником Томских Курсов усовершенствования командного состава РККА запаса, по их расформировании в декабре 1940 года назначен заместителем командира 166-й стрелковой дивизии Сибирского военного округа в городе Томске.

#### Великая Отечественная война
В начале  войны в той же должности. В августе 1941 года, с уходом дивизии на фронт, полковник Торопчин был назначен исполняющим должность командира 23-й запасной стрелковой бригады СибВО в городе Новосибирске. В сентябре переведен на должность заместителя начальника Виленского пехотного училища в городе Сталинск.
В ноябре 1941 года был назначен командиром 45-й отдельной стрелковой бригады. Сформировал её в городе Кемерово, затем в середине декабря убыл с ней на фронт под Москву. С 25 декабря 1941 года бригада под его командованием в составе 3-й ударной армии Калининского фронта участвовала в боях на холмском направлении. С апреля 1942 года исполнял должность начальника отдела боевой подготовки, а с ноября — начальника отдела устройства оперативного тыла этой же ударной армии.
С 9 июля 1943 года допущен к исполнению должности заместителя командира 357-й стрелковой дивизии Калининского (с 20.10.1943 г. — 1-го Прибалтийского) фронта. За отличия в боях за освобождение города Невель в этой должности полковник Торопчин был награжден орденом Красного Знамени (11.12.1943). С 21 мая по 18 июня 1944 года временно исполнял должность командира 101-й отдельной стрелковой бригады этого же фронта. Затем он был назначен начальником отдела боевой подготовки 4-й ударной армии, входившей в состав 1-го, а со 2 июля — 2-го Прибалтийских фронтов. С 16 июля 1944 года полковник  Торопчин допущен к исполнению должности командира 119-й стрелковой дивизии этой же армии (с 8 августа вновь на 1-м Прибалтийском фронте). В конце июля дивизия вела успешные бои по овладению города Двинск (Даугавпилс). Приказом по войскам фронта от 18.8.1944 за взятие дивизией Двинска он был награжден вторым орденом Красного Знамени. В августе части дивизии вели тяжелые бои по прорыву сильно укрепленной обороны противника. 27 сентября дивизия прорвала кольцо окружения, в котором находилась 8-я гвардейская механизированная бригада, и обеспечила её выход. За эту операцию она была награждена орденом Суворова 2-й степени. В ходе Рижской наступательной операции 9 октября два стрелковых полка дивизии по его решению перешли в наступление в общем направлении ст. Виекшняй, г. Мажейкяй (Литва). После захвата станции  Торопчин не обеспечил прикрытие флангов дивизии, что привело к большим потерям в личном составе и технике. За это он был отстранен от должности и назначен с понижением заместителем командира 251-й стрелковой Витебской Краснознаменной дивизии, входившей в состав 4-й ударной армии 1-го Прибалтийского фронта. С 14 ноября 1944 по январь 1945 года находился в госпитале после ранения, затем был назначен начальником окружных курсов младших лейтенантов УрВО в городе Шадринск.
За время  войны комдив Торопчин был один раз персонально упомянут в благодарственных в приказах Верховного Главнокомандующего.

#### Послевоенное время
После войны в той же должности. В ноябре — декабре 1945 года Торопчин состоял в распоряжении ГУК НКО, затем был назначен заместителем начальника Рижского военно-политического училища. С сентября 1946 года занимал должность военного комиссара Либавского уездного военкомата Латвийской ССР. 7 мая 1947 года полковник  Торопчин уволен в запас.
После увольнения работал уполномоченным Воронежского облисполкома по Бобровскому району.
С июля 1949 года был старшим инспектором по мобилизационной работе Приморского управления Дальстроя МВД СССР (г. Находка), с августа 1950 года — инспектором отдела кадров Дальстроя МВД СССР.
Иван Михайлович Торопчин умер 10 января 1972 года в городе Краснодаре Краснодарского края. Похоронен в Краснодаре.

## Награды
- Орден Ленина, 30 апреля 1945 года[3][4]
- Орден Красного Знамени, трижды: 11 декабря 1943 года[5], 18 августа 1944 года[6], 3 ноября  1944 года[4][7])
- медали в том числе: 
  - Юбилейная медаль «XX лет Рабоче-Крестьянской Красной Армии», 1938 год[6]
  - Медаль «За оборону Москвы», 26 октября 1944 года[8][9]
  - Медаль «За победу над Германией в Великой Отечественной войне 1941—1945 гг.», 1945 год

Приказы (благодарности) Верховного Главнокомандующего в которых отмечен И. М. Торопчин.
- За овладение штурмом городами Даугавпилс (Двинск) и Резекне (Режица) – важными железнодорожными узлами и мощными опорными пунктами обороны немцев на рижском направлении. 27 июля 1944 года. № 153.